# Флуктуація (екологія)
Флуктуація (лат. fluctuation) — ненаправлені, різноорієнтовані або циклічні (з циклом не більше 10 років за Т. О. Работновим) різнорічні зміни рослинного угруповання, що завершуються поверненням до близького вихідному стану. Термін «Ф.» для позначення неспрямованих змін рослинності з року в рік одним з перших використав в 1939 р. американський  фітоценолог Глізон (англ. Gleason).
Ф. породжуються або коливаннями клімату, або ритмами розвитку рослинних або тваринних компонентів біоценозу. Джерелом Ф. може бути також і людина, нерівномірно в різні роки використовуючи рослинність. По амплітуді і тривалості Ф. підрозділяються на приховані (зміни візуально не уловлюються), осциляції (виявляються при безпосередньому спостереженні) і дигресійно-демутаційні (амплітуда і тривалість змін перевищує інтервал спостереження, тобто понад 6-10 років).
Одним з кількісних методів дослідження Ф. є визначення коефіцієнтів автокореляції. У математичних моделях фітоценотичних систем Ф. виникають при урахуванні вікової неоднорідності  популяцій, конкурентної взаємодії, запізнювання в розвитку і рості, розселення по простору та ін.

## Ресурси Інтернету
- Динаміка біогеоценозів: Флуктуації та сукцесії

## Виноски
1. ↑   Работнов Т. А. Фитоценология. — М.: Изд-во МГУ, 1978. — 384 с.